# Etymologia
Etymologia – dział językoznawstwa badający pochodzenie wyrazów, zmiany ich znaczenia i formy w miarę upływu czasu.
Ponadto terminem „etymologia” określa się również pochodzenie danego wyrazu. W tym sensie używane jest też określenie „źródłosłów”.
Wyraz będący punktem wyjścia dla dalszego rozwoju danego słowa to etymon. Może to być rekonstruowana postać prajęzykowa, podstawa derywacji słowotwórczej (do której dodano np. przedrostek lub przyrostek) bądź też wyraz obcy, który został zapożyczony.

## Pochodzenie terminu
Określenie „etymologia” pochodzi od słowa w języku greckim koine ἐτυμολογία (etymología), o tym samym znaczeniu, poświadczonego na początku I wieku n.e. To z kolei pochodzi od rzeczownika stgr. ἔτυμον (étymon) – w znaczeniu „rdzeń każdego słowa, pierwotne, początkowe znaczenie” i λόγος (lógos) – w znaczeniu „objaśnienie”. Z kolei rzeczownik stgr. ἔτυμον pochodzi od przymiotnika ἔτυμος (étymos) „prawdziwy, rzeczywisty”.

## Cele etymologii
Zadaniem badań etymologicznych jest odtworzenie wyjściowej postaci wyrazu, wykrycie przypuszczalnego znaczenia pierwotnego, wyjaśnienie jego dalszego rozwoju semantycznego i objaśnienie struktury morfologicznej. Badania etymologiczne opiera się często na analizie porównawczej.
Etymologię o podstawach naukowych (językoznawstwa historycznego i porównawczego) należy odróżniać od etymologii ludowej, potocznej, próbującej określać pochodzenie wyrazów na podstawie podobieństwa ich formy dźwiękowej (wymowy, brzmienia) do innych wyrazów.